# 긴조 다쓰히코
긴조 다쓰히코(일본어: 金城 龍彦, 1976년 7월 27일 ~ )은 일본의 전 프로 야구 선수이자 야구 지도자이다. 한국계 일본인으로 귀화 전 한국명은 '김용언(金龍彦)'이다.
현역 시절에는 요코하마 베이스타스·요코하마 DeNA 베이스타스와 요미우리 자이언츠에서 활약했고 2015년 시즌을 끝으로 현역에서 은퇴했다. 2016년부터 지도자로 활동하고 있다.

## 인물

### 프로 입단 전
긴테쓰 버펄로스에서 2년간 뛰었던 긴조 아키요(한국명: 김황세, 金晃世)의 셋째 아들로 태어났다. 재일 한국인 3세 출신이며 한국 이름은 김용언(金龍彦)이고, 2000년에 결혼과 동시에 일본으로 귀화했다.
긴키 대학 부속 고등학교에 재학할 당시 2학년 때인 하계 오사카 대회 결승전에서 마쓰이 가즈오, 후쿠도메 고스케가 소속된 PL가쿠엔 고등학교에 승리하여 고시엔 대회 진출에 성공했다. 이후 고시엔 대회에서는 가네코 마코토가 소속된 조소가쿠인 고등학교에게 패했고 당시 포지션은 투수였는데 후지이 아키히토와 함께 배터리를 짜고 있었다. 1994년에는 재일동포 선수단의 일원으로 동대문운동장에 내한했던 적도 있다.
고교 졸업 후 사회인 야구팀인 스미토모 금속에 소속되었고 속구와 크게 구부러지는 커브를 주무기로 활약하는 등 팀을 도시 대항 야구 대회에 우승으로 이끌면서 1997년에는 우수 선수로 선정되었다. 1998년 프로 야구 드래프트에서 5순위 지명으로 요코하마 베이스타스에 입단했다.

### 프로 입단 후

#### 1999년 ~ 2002년
프로에 입문함과 동시에 타자로 전향했고 스위치 히터에 도전했던 것도 이 때가 처음이다. 1년째인 1999년 10월 3일 주니치 드래건스전에 처음으로 출전했고 이듬해 2000년에는 뚜렷한 결과를 남기지 않으면 2군으로 떨어질 위기에 처해있는 상황에서 프로 데뷔 1호 홈런이 되는 대타 홈런을 마키하라 히로미로부터 기록했다. 이것을 계기로 타격 능력을 키우며 주전 3루수를 차지해 8월 18일의 한신 타이거스전에서 규정 타석을 채웠다. 그 해에 일본 프로 야구 사상 최초로 수위타자와 신인왕 타이틀을 동시에 차지하면서 요코하마의 선수가 신인왕이 되는 것은 사이토 아키오 이래 23년 만이었고 타율은 일시 4할을 넘고 있었다. 그 해에 결혼함과 동시에 일본 국적을 취득했다.
3루수로서는 눈에 띈 실책이나 강한 어깨를 살리기 위해 2001년부터 본격적인 외야수로 전향해 타율은 크게 떨어졌지만 구단 기록이 되는 43개의 희생타를 기록했다. 2002년에는 타율이 1할 대로 떨어질 정도의 극심한 부진을 겪으면서 38개의 안타를 기록하는 데에만 그쳤다.

#### 2003년 ~ 2005년
2003년에는 1번 타자로서 3할 대의 타율과 16개의 홈런을 기록하여 장타력도 몸에 익히는 등 슬럼프에서 벗어났고 1경기에서 좌우 양타석에 홈런을 두 차례나 달성했다. 외야수로 전향한 후에는 주로 중견수를 지키고 있었지만 2004년부터 종합적으로 수비력이 높은 다무라 히토시가 중견수에 들어가면서 자신도 우익수를 지키게 되었다. 동시에 타순도 6번 타자가 되었지만 2년 연속으로 3할이 넘는 타율을 기록하는 등 좋은 성적을 유지했다.
2005년에 타순은 3번 타자가 되면서 로버트 로즈가 수립한 구단 기록(192안타)에 1개 차가 되는 191개의 안타를 날려내 타점도 개인 최고 성적을 기록했다. 게다가 수비에서도 높은 평가를 받아 처음으로 골든 글러브상을 수상했다. 이러한 활약으로 다음해 2006년 3월에 개최된 월드 베이스볼 클래식 일본 국가대표팀 선수로 발탁되었다.

#### 2006년 ~ 2007년
2006년에는 작년에 이어 3번·우익수로서 출전했지만 후반기가 되면서 타격 부진에 시달리며 7번 타자로서도 뛰는 등 시즌 타율은 2할 6푼 8리를 기록했다. 그러나 팀에 부상자가 속출하고 있는 와중에 144경기에 출전하여 호수비로 몇 차례나 위기를 구했다. 2007년에 다무라가 후쿠오카 소프트뱅크 호크스에 이적했기 때문에 다시 중견수로 돌아와 전반기에는 타격이 좋지는 않았지만 후반기에 타율을 2할 8푼대로 끌어올리는데 성공했다. 그리고 통산 두 번째가 되는 골든 글러브상을 수상했다.

#### 2008년
4월에 맹타상을 3차례나 기록하는 등의 순조로운 시작을 보였지만 5월 이후에는 거듭된 부진으로 선발 명단에서 제외되는 일도 자주 있었다. 타율은 2할 4푼 7리로 침체되었고 홈런도 9개에 그치는 등 두 자릿수에는 이르지 않았다. FA를 취득하고 있었기 때문에 시즌 종료 후 향후 거취에 대한 관심이 쏠렸지만 FA를 행사하지 않고 잔류하겠다는 입장을 밝혀 2년 간의 재계약을 맺었다.

#### 2009년 ~ 2010년

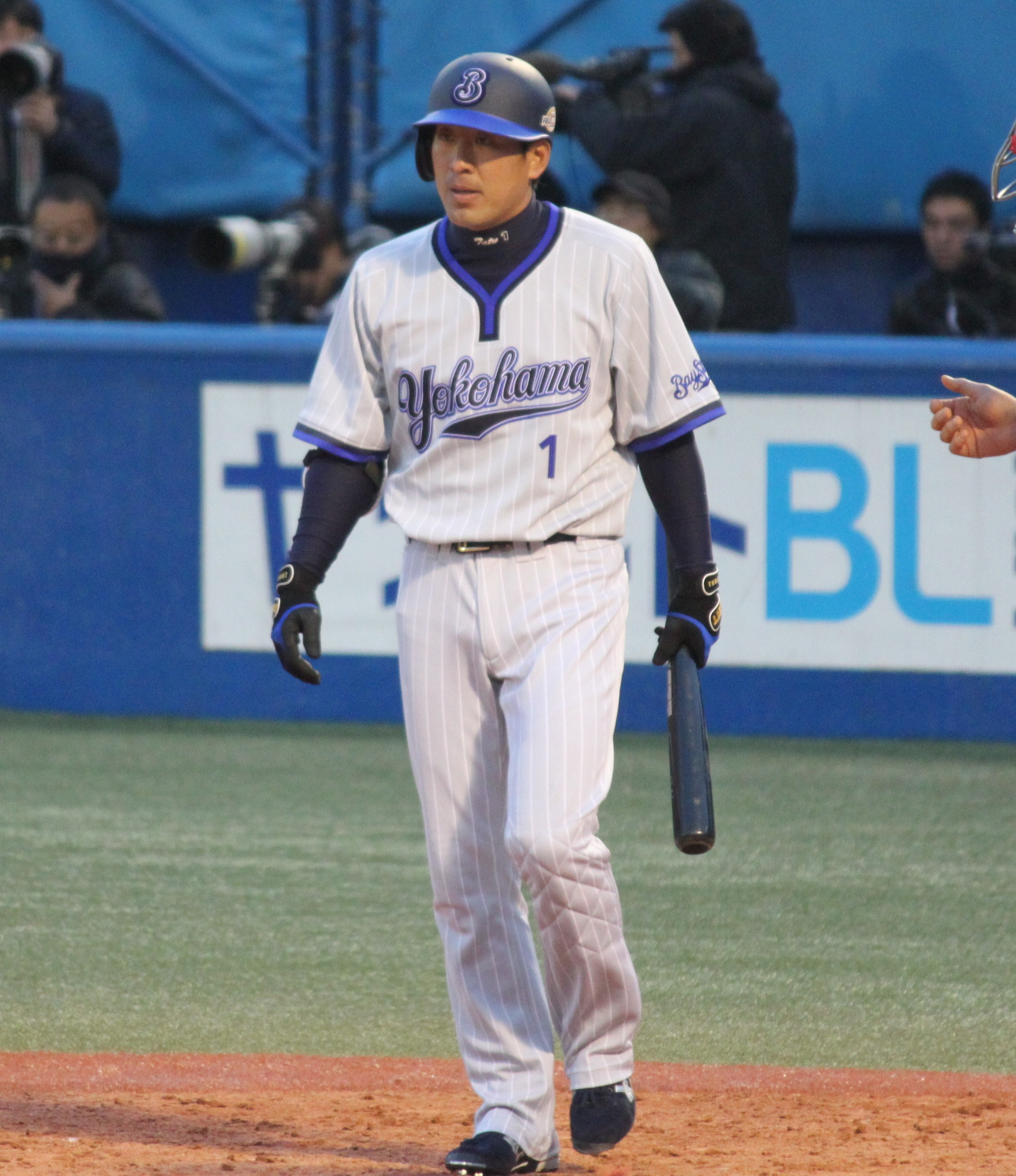
타석에 서는 김용언(긴조)
（2010년4월3일、메이지 진구 야구장）

2009년 이후에는 선발 출전이 급격하게 줄어들었고 대수비나 대타로서 출전하는 일이 자주 있었다. 이듬해 2010년 시즌 종료 후 FA를 행사했지만 타 구단으로부터의 영입 제의는 없었고 연봉 5,000만 엔의 1년 재계약으로 요코하마에 잔류했다.

#### 2011년
그 해에는 체중을 수위타자를 차지할 당시에 되돌리면서 재기를 건 시즌이 되었다. 개막전 엔트리에서 제외되었지만 4월 15일의 도쿄 야쿠르트 스왈로스전에서 대타로 출전해 히다카 료로부터 결승 홈런이 되는 역전 3점 홈런을 때려내고 나서 컨디션을 끌어올리는 등 선발 출전이 계속되었다. 그러나 여름이 되면서 극심한 부진에 시달려 선발에서 제외되는 일이 많아졌는데도 안정된 성적을 남기고 있었지만 9월 26일 히로시마 도요 카프전에서 주루 플레이 도중에 왼발을 다쳐 심각한 부상으로 여겨질 정도로 그대로 1군에 복귀하지 못한 채 시즌을 마감했다. 그럼에도 불구하고 108경기에 출전하는 등 팀의 90패를 저지하는 활약을 보였다.

#### 2012년

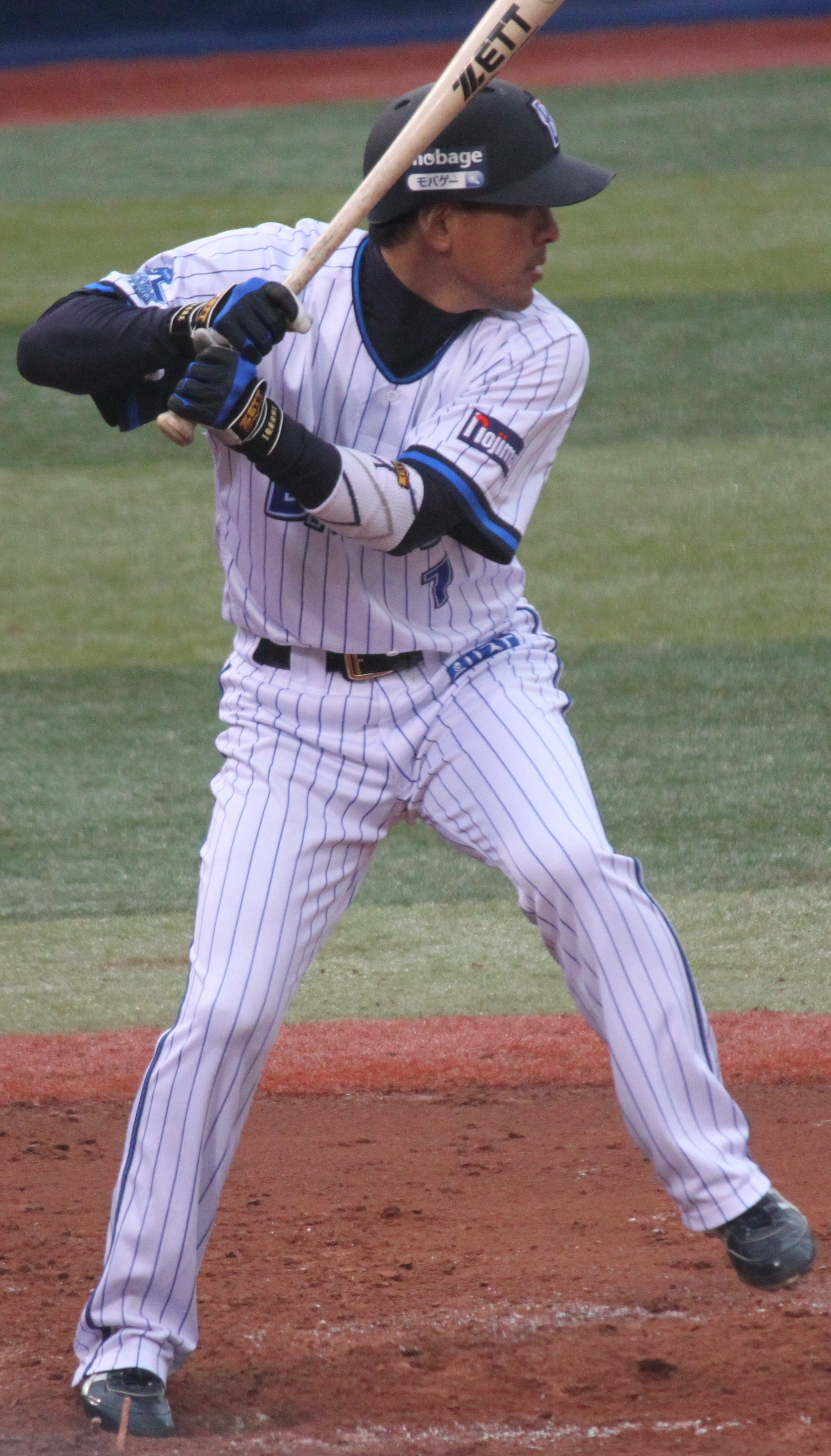
김용언(긴조)의 타격 폼)
（2012년3월18일、요코하마 스타디움）

개막전에 선발로 출전했고 4월 1일의 개막 3경기째가 되는 한신 타이거스전에서 그 해에 요코하마 DeNA 베이스타스라는 팀 이름이 변경된 이후 팀으로서는 제1호 홈런을 때려냈다. 9월 14일 메이지 진구 야구장에서의 야쿠르트전에서 무라나카 교헤이로부터 이 날 두 번째 안타를 기록하면서 통산 1500안타를 달성했다. 선발 출전의 기회는 많았지만 대타로서의 타율이 3할 대를 기록했고 득점권 타율이 1할 3푼 2리라는 저조한 성적을 남겼다. 11월 21일에 40%가 삭감된 3000만 엔으로 재계약을 맺었다.

## 상세 정보

### 출신 학교
- 긴키 대학 부속 고등학교

### 선수 경력
사회인 시대
- 스미토모 금속

프로팀 경력
- 요코하마 베이스타스·요코하마 DeNA 베이스타스(1999년 ~ 2014년)
- 요미우리 자이언츠(2015년)

국가 대표 경력
- 2006년 월드 베이스볼 클래식 일본 국가대표팀

### 지도자 경력
- 요미우리 자이언츠 3군 타격 코치(2016년)
- 요미우리 자이언츠 2군 외야 수비 주루코치(2017년 ~ 2019년)
- 요미우리 자이언츠 3군 야수 종합 코치(2020년 ~ )

### 수상·타이틀 경력

#### 타이틀
- 수위 타자 : 1회(2000년)

#### 수상
- 신인왕(2000년)
- 골든 글러브상 : 2회(2005년, 2007년)
- JA 전농 Go·Go상 : 2회(2001년, 2007년 9월)
- 월간 MVP : 1회(2000년 7월)
- 올스타전 MVP : 1회(2005년 1차전)

### 개인 기록

#### 첫 기록
- 첫 출장 : 1999년 10월 3일, 대 주니치 드래곤스 27차전(요코하마 스타디움), 8회말에 가와하라 류이치의 대타로 출장
- 첫 타석 : 상동, 8회말에 나카야마 히로아키 앞에서 2루 땅볼 병살타
- 첫 선발 출장 : 1999년 10월 11일, 대 야쿠르트 스왈로스 24차전(요코하마 스타디움), 8번·3루수로서 선발 출장, 4타수 무안타
- 첫 안타·첫 타점 : 1999년 10월 15일, 대 야쿠르트 스왈로스 27차전(요코하마 스타디움), 6회말에 다카기 고지로부터 우전 적시타
- 첫 홈런 : 2000년 4월 16일, 대 요미우리 자이언츠 1차전(도쿄 돔), 9회초에 모리나카 마사오의 대타로 출장, 마키하라 히로미로부터 우월 솔로 홈런
- 첫 도루 : 2000년 7월 8일, 대 히로시마 도요 카프 14차전(히로시마 시민 구장), 6회초에 2루 안착(투수 : 야마사키 겐, 포수 : 세토 데루노부)

#### 기록 달성 경력
- 통산 1000안타 : 2007년 6월 3일, 대 오릭스 버펄로스 2차전(스카이마크 스타디움), 2회초에 유키로부터 우전 안타 ※역대 246번째
- 통산 1000경기 출장 : 2007년 7월 28일, 대 한신 타이거스 12차전(한신 고시엔 구장), 3번·중견수로서 선발 출장 ※역대 420번째
- 통산 1500경기 출장 : 2011년 8월 25일, 대 히로시마 도요 카프 17차전(MAZDA Zoom-Zoom 스타디움 히로시마), 6번·중견수로서 선발 출장 ※역대 172번째
- 통산 1500안타 : 2012년 9월 14일, 대 도쿄 야쿠르트 스왈로스 20차전(메이지 진구 야구장), 7회초에 무라나카 교헤이로부터 중전 안타 ※역대 112번째
- 통산 100홈런 : 2013년 5월 25일, 대 지바 롯데 마린스 1차전(요코하마 스타디움), 5회말에 나루세 요시히사로부터 좌월 솔로 홈런 ※역대 268번째(스위치 히터로는 7번째)

#### 기타
- 올스타전 출장 : 3회(2003년, 2005년, 2006년)
- 시즌 타율 : 0.34606(2000년) ※스위치 히터로서는 역대 최고
- 시즌 희생타 : 43개(2001년)※구단 기록
- 시즌 안타 : 191개(2005년) ※스위치 타자로서는 니시오카 쓰요시, 마쓰이 가즈오를 뒤를 이은 역대 3위
- 끝내기 안타 : 8개 ※구단 타이 기록
- 선두 타자 홈런 : 총 7개
- 좌우 양타석 홈런 ※역대 16번째(같은 기록 3차례 이상은 역대 6번째이자 센트럴 리그에서는 처음)

|   | 일시            | 상대팀          | 구장               | 이닝  | 타석 | 상대 투수       | 이닝  | 타석 | 상대 투수       |
| - | --------------- | --------------- | ------------------ | ----- | ---- | --------------- | ----- | ---- | --------------- |
| 1 | 2003년 8월 13일 | 한신 22차전     | 삿포로 돔          | 4회말 | 좌   | 야부 게이이치   | 9회말 | 우   | 제프 윌리엄스   |
| 2 | 2003년 8월 16일 | 히로시마 17차전 | 히로시마 시민 구장 | 3회초 | 좌   | 사사오카 신지   | 4회초 | 우   | 니시카와 신이치 |
| 3 | 2006년 8월 19일 | 히로시마 15차전 | 요코하마 스타디움  | 4회말 | 좌   | 후안 펠리치아노 | 7회말 | 우   | 다카하시 겐     |

### 등번호
- 37(1999년 ~ 2000년)
- 2(2001년)
- 1(2002년 ~ 2014년)
- 33(2015년)
  - 9(2006년 WBC)
- 103(2016년 ~ 2017년, 2020년 ~ )
- 71(2018년)
- 74(2019년)

### 연도별 타격 성적
| 연 도       | 소 속         | 경 기 | 타 석 | 타 수 | 득 점 | 안 타 | 2 루 타 | 3 루 타 | 홈 런 | 루 타 | 타 점 | 도 루 | 도 루 자 | 희 생 번 | 희 생 플 | 볼 넷 | 고 4 | 사 구 | 삼 진 | 병 살 타 | 타 율 | 출 루 율 | 장 타 율 | O P S |
| ----------- | ------------- | ----- | ----- | ----- | ----- | ----- | ------- | ------- | ----- | ----- | ----- | ----- | -------- | -------- | -------- | ----- | ---- | ----- | ----- | -------- | ----- | -------- | -------- | ----- |
| 1999년      | 요코하마 DeNA | 6     | 11    | 11    | 1     | 2     | 0       | 0       | 0     | 2     | 1     | 0     | 0        | 0        | 0        | 0     | 0    | 0     | 0     | 2        | .182  | .182     | .182     | .364  |
| 2000년      | 요코하마 DeNA | 110   | 475   | 419   | 60    | 145   | 18      | 3       | 3     | 178   | 36    | 8     | 7        | 17       | 0        | 37    | 0    | 2     | 58    | 6        | .346  | .402     | .425     | .827  |
| 2001년      | 요코하마 DeNA | 138   | 579   | 480   | 68    | 130   | 19      | 2       | 3     | 162   | 49    | 10    | 10       | 43       | 0        | 56    | 0    | 0     | 57    | 6        | .271  | .347     | .338     | .685  |
| 2002년      | 요코하마 DeNA | 111   | 258   | 224   | 13    | 38    | 8       | 1       | 0     | 48    | 13    | 5     | 0        | 14       | 3        | 14    | 2    | 3     | 35    | 2        | .170  | .225     | .214     | .440  |
| 2003년      | 요코하마 DeNA | 136   | 592   | 549   | 78    | 166   | 26      | 1       | 16    | 242   | 40    | 4     | 13       | 2        | 4        | 33    | 3    | 4     | 60    | 7        | .302  | .344     | .441     | .785  |
| 2004년      | 요코하마 DeNA | 133   | 527   | 486   | 53    | 147   | 15      | 2       | 13    | 205   | 52    | 0     | 5        | 6        | 0        | 29    | 3    | 6     | 74    | 12       | .302  | .349     | .422     | .771  |
| 2005년      | 요코하마 DeNA | 144   | 642   | 590   | 70    | 191   | 30      | 1       | 12    | 259   | 87    | 1     | 2        | 5        | 8        | 32    | 1    | 7     | 63    | 6        | .324  | .361     | .439     | .800  |
| 2006년      | 요코하마 DeNA | 144   | 618   | 552   | 60    | 148   | 22      | 2       | 11    | 207   | 59    | 2     | 1        | 8        | 3        | 48    | 7    | 7     | 57    | 14       | .268  | .333     | .375     | .708  |
| 2007년      | 요코하마 DeNA | 139   | 580   | 511   | 66    | 145   | 27      | 2       | 14    | 218   | 66    | 2     | 2        | 12       | 4        | 49    | 1    | 4     | 64    | 11       | .284  | .349     | .427     | .775  |
| 2008년      | 요코하마 DeNA | 136   | 532   | 489   | 44    | 121   | 16      | 1       | 9     | 166   | 41    | 0     | 4        | 6        | 2        | 32    | 1    | 3     | 64    | 11       | .247  | .297     | .339     | .636  |
| 2009년      | 요코하마 DeNA | 118   | 341   | 312   | 37    | 88    | 21      | 2       | 9     | 140   | 34    | 1     | 3        | 5        | 1        | 18    | 6    | 5     | 44    | 6        | .282  | .330     | .449     | .779  |
| 2010년      | 요코하마 DeNA | 96    | 149   | 130   | 9     | 27    | 7       | 0       | 1     | 37    | 10    | 0     | 0        | 4        | 0        | 15    | 1    | 0     | 17    | 3        | .208  | .290     | .285     | .575  |
| 2011년      | 요코하마 DeNA | 108   | 354   | 324   | 24    | 88    | 13      | 1       | 3     | 112   | 29    | 1     | 0        | 6        | 5        | 16    | 0    | 3     | 35    | 8        | .272  | .307     | .346     | .653  |
| 2012년      | 요코하마 DeNA | 129   | 331   | 294   | 29    | 70    | 11      | 0       | 3     | 90    | 18    | 2     | 1        | 3        | 2        | 26    | 0    | 6     | 37    | 1        | .238  | .311     | .306     | .617  |
| 2013년      | 요코하마 DeNA | 118   | 334   | 306   | 33    | 89    | 12      | 1       | 6     | 121   | 36    | 3     | 0        | 2        | 1        | 17    | 2    | 8     | 40    | 8        | .291  | .343     | .395     | .739  |
| 2014년      | 요코하마 DeNA | 90    | 175   | 160   | 9     | 32    | 6       | 0       | 0     | 38    | 11    | 0     | 1        | 1        | 0        | 13    | 2    | 1     | 21    | 3        | .200  | .264     | .238     | .502  |
| 2015년      | 요미우리      | 36    | 95    | 90    | 9     | 21    | 3       | 0       | 1     | 27    | 10    | 1     | 0        | 1        | 0        | 3     | 0    | 1     | 11    | 0        | .233  | .266     | .300     | .566  |
| 통산 : 17년 | 통산 : 17년   | 1892  | 6593  | 5927  | 663   | 1648  | 254     | 19      | 104   | 2252  | 592   | 40    | 49       | 135      | 33       | 438   | 29   | 60    | 737   | 106      | .278  | .332     | .380     | .714  |

- 굵은 글씨는 시즌 최고 성적.
- 요코하마(요코하마 베이스타스)는 2012년에 DeNA(요코하마 DeNA 베이스타스)로 구단명을 변경

### 연도별 수비 성적
| 연도 | 2루  | 2루  | 2루  | 2루  | 2루  | 2루    | 3루  | 3루  | 3루  | 3루  | 3루  | 3루    | 유격 | 유격 | 유격 | 유격 | 유격 | 유격   | 외야 | 외야 | 외야 | 외야 | 외야 | 외야   |
| 연도 | 경기 | 척살 | 보살 | 실책 | 병살 | 수비율 | 경기 | 척살 | 보살 | 실책 | 병살 | 수비율 | 경기 | 척살 | 보살 | 실책 | 병살 | 수비율 | 경기 | 척살 | 보살 | 실책 | 병살 | 수비율 |
| ---- | ---- | ---- | ---- | ---- | ---- | ------ | ---- | ---- | ---- | ---- | ---- | ------ | ---- | ---- | ---- | ---- | ---- | ------ | ---- | ---- | ---- | ---- | ---- | ------ |
| 1999 | -    | -    | -    | -    | -    | -      | 3    | 1    | 6    | 1    | 0    | .875   | 3    | 0    | 0    | 0    | 0    | ----   | -    | -    | -    | -    | -    | -      |
| 2000 | 1    | 2    | 1    | 0    | 1    | 1.000  | 83   | 69   | 130  | 12   | 9    | .943   | -    | -    | -    | -    | -    | -      | 25   | 39   | 2    | 0    | 0    | 1.000  |
| 2001 | -    | -    | -    | -    | -    | -      | -    | -    | -    | -    | -    | -      | -    | -    | -    | -    | -    | -      | 137  | 281  | 14   | 5    | 1    | .983   |
| 2002 | -    | -    | -    | -    | -    | -      | -    | -    | -    | -    | -    | -      | -    | -    | -    | -    | -    | -      | 102  | 136  | 7    | 3    | 1    | .979   |
| 2003 | -    | -    | -    | -    | -    | -      | -    | -    | -    | -    | -    | -      | -    | -    | -    | -    | -    | -      | 136  | 268  | 15   | 5    | 1    | .983   |
| 2004 | -    | -    | -    | -    | -    | -      | 1    | 0    | 0    | 1    | 0    | .000   | -    | -    | -    | -    | -    | -      | 133  | 216  | 7    | 4    | 1    | .982   |
| 2005 | -    | -    | -    | -    | -    | -      | -    | -    | -    | -    | -    | -      | -    | -    | -    | -    | -    | -      | 144  | 290  | 11   | 1    | 4    | .997   |
| 2006 | -    | -    | -    | -    | -    | -      | -    | -    | -    | -    | -    | -      | -    | -    | -    | -    | -    | -      | 144  | 274  | 8    | 4    | 2    | .986   |
| 2007 | -    | -    | -    | -    | -    | -      | -    | -    | -    | -    | -    | -      | -    | -    | -    | -    | -    | -      | 137  | 257  | 10   | 4    | 2    | .985   |
| 2008 | -    | -    | -    | -    | -    | -      | -    | -    | -    | -    | -    | -      | -    | -    | -    | -    | -    | -      | 132  | 223  | 2    | 2    | 0    | .991   |
| 2009 | -    | -    | -    | -    | -    | -      | -    | -    | -    | -    | -    | -      | -    | -    | -    | -    | -    | -      | 97   | 146  | 3    | 0    | 1    | 1.000  |
| 2010 | -    | -    | -    | -    | -    | -      | -    | -    | -    | -    | -    | -      | -    | -    | -    | -    | -    | -      | 47   | 66   | 2    | 1    | 0    | .986   |
| 2011 | -    | -    | -    | -    | -    | -      | -    | -    | -    | -    | -    | -      | -    | -    | -    | -    | -    | -      | 94   | 166  | 5    | 0    | 1    | 1.000  |
| 2012 | -    | -    | -    | -    | -    | -      | -    | -    | -    | -    | -    | -      | -    | -    | -    | -    | -    | -      | 95   | 122  | 3    | 0    | 0    | 1.000  |
| 2013 | -    | -    | -    | -    | -    | -      | -    | -    | -    | -    | -    | -      | -    | -    | -    | -    | -    | -      | 87   | 122  | 0    | 1    | 0    | .992   |
| 2014 | -    | -    | -    | -    | -    | -      | -    | -    | -    | -    | -    | -      | -    | -    | -    | -    | -    | -      | 61   | 59   | 0    | 0    | 0    | 1.000  |
| 통산 | 1    | 2    | 1    | 0    | 1    | 1.000  | 87   | 70   | 136  | 14   | 9    | .936   | 3    | 0    | 0    | 0    | 0    | ----   | 1571 | 2665 | 89   | 31   | 14   | .989   |

- 2014년 시즌 종료 기준.

## 같이 보기
- 가네모토 도모아키
- 아라이 다카히로